# Левченко, Пётр Алексеевич
Пётр Алексе́евич Ле́вченко (укр. Петро́ Олексі́йович Ле́вченко) (29 июня [11 июля] 1856, Харьков, Российская империя — 14 [27] января 1917, там же) — украинский живописец-пейзажист, график, мастер интерьерных композиций.

## Биография
Пётр родился 29 июня (11 июля) 1856 в семье состоятельного купца, владельца канатной фабрики.
В Харьковской городской гимназии под управлением художника и педагога Дмитрия Безперчего и позже в студии Егора Шрейдера увлёкся рисованием. На выставке ученических произведений в 1873 году в Петербурге был награждён серебряной медалью.
В 1878 году он поехал на обучение в Петербург, чем сильно огорчил отца, который видел в своём старшем сыне продолжателя семейного торгового дела. С 1878 по 1883 год был вольным слушателем Императорской Академии художеств, где учился у М. Клодта, П. Чистякова, В. Орловского.
В 1895 году он посетил Париж, где познакомился с работами французских импрессионистов, что имело влияние на его дальнейшее творчество.
Левченко жил в основном в Харькове, преподавал в Харьковской городской школе рисования и живописи. Был одним из основателей и постоянным членом Харьковского товарищества искусства, экспонентом Товарищества передвижных художественных выставок (с 1886 по 1904 год он был участником почти всех художественных передвижных выставок), Товарищества южнороссийских художников, Товарищества киевских художников, многих выставок в Харькове.
Творчество не принесло художнику славы и богатства в жизни. Он умер в бедности непризнанный и забытый. Только после его смерти 1919 году была организована выставка произведений мастера, где было представлено свыше 700 его полотен, которые раскрыли удивительную поэзию чувственной и тонкой натуры художника, прекрасного человека-творца.

## Творчество
Творчество Левченко отличается глубокой задушевностью и лиризмом. Среди географии его ландшафтов доминирует Слобожанщина и Киевщина в разные времена года. Как пейзажист, Левченко был необычайно внимательным к неуловимым особенностям украинской природы, её атмосферным явлениям. Именно это становится определяющим в поисках соответствующего композиционного, цветового и тонального решения его картин: лёгкие, полупрозрачные краски, сквозь которые часто проглядывает фактура полотна, передают ощущение утренней прохлады, ранней дымки (укр. серпанку), мглы, ярких красок полдня, разнообразия зелени или охристо-серых красок влажного и свежего воздуха.
Замечательные пейзажи «Глухомань», «Вечер. Сльота», «На Харьковщине» — программные работы Левченко конца ХІХ — начала XX веков, плодовитого зрелого этапа его творчества.
Картина "Глухомань" появилась в 1903 году на передвижной выставке. Автор долго работал над сюжетом, сделал много этюдов и вариантов. В этой работе Левченко показал себя великим колористом. Избегая резких цветовых сочетаний, он привлекает богатством еле уловимых оттенков неба, снега, стен домов, долины, создав образ украинской зимы. В целом этот пейзаж вызывает ощущение полной гармонии. 
Кроме пейзажей, особым увлечением Левченко были интерьерные композиции. На Украине он был одним из выдающихся мастеров этого жанра. Работы этого направления отображают уютные уголочки и рабочие места жилья человека, обстановку его быта, работы, исполненные любовным чувством их хозяев, окутанные элегической поэзией их интимного существования. Это уголки комнат с красными, зелёными, белыми, радужными лампами, креслами, письменными столами. Среди них — интерьеры с изображением жены художника Матильды за работой, с книгой, за роялем. Они по-настоящему живописны, виртуозно написаны, некоторые из них Левченко удавалось углубить до уровня значительных художественных образов.
В работах Левченко последнего периода можно увидеть работы, творческая манера которых близка к стилистике модерна. Фактурная поверхность картин этого времени становится матовой, со сдержанной цветовой гаммой, лишённой внешнего блеска.
В конце жизни художник сделал немало рисунков на тональной бумаге с вкраплениями белых или красных гуашевых плоскостей. Левченко всегда был виртуозным мастером рисунка. Карандаш или уголь в его руках творили настоящее чудо. Линия у него то звонкая, то бархатная; облик то нежный и трепещущий, то чеканный. В его творчестве преобладал рисунок чёрным контуром. Реже он пользовался градациями тонов, пастелью.
Творец лирического пейзажа Пётр Левченко сделал великий вклад в развитие украинского изобразительного искусства, объединив в своих работах реализм и чувственный импрессионизм.

## Хранение и экспозиция работ Петра Левченко
Картины Петра Левченко хранятся в Национальном музее украинского изобразительного искусства в Киеве, художественных музеях Харькова, Херсона и Одессы, в частных коллекциях собирателей искусства и т.п.. Картины художника есть как в основных фондах, так и в запасниках.
Время от времени устраиваются экспозиции, специально посвящённые творчеству П. Левченко (последняя была проведена в 2006 году в Харьковском художественном музее).

## Галерея
- Хутор (укр. Хутір), 1890~1910 гг.
- Ветрячок. Вечереет. (укр. Вітрячок. Вечоріє.) , 1890~1910 гг.
- Пейзаж Харьковщины, над речкой (укр. Краєвид Харківщини, над річкою), 1890~1900 гг.
- Праздничный стол (укр. Святковий стіл), 1890~1900 гг.